# Памятник М. И. Калинину (Калининград)
Памятник М. И. Калинину — скульптурный монумент в Калининграде, установленный в 1959 году на площади Калинина. Изготовлен по проекту скульптора Б. В. Едунова и архитектора А. В. Гулеева. Памятник посвящён советскому государственному и партийному деятелю, «всесоюзному старосте» М. И. Калинину. Статуя имеет статус памятника монументального искусства регионального значения.

## История
После смерти бывшего председателя Президиума Верховного Совета СССР, многолетнего официального главы советского государства, в соответствии с постановлением Совета Министров СССР от 30 июня 1946 года «Об увековечении памяти Михаила Ивановича Калинина» и Указом Президиума Верховного Совета СССР от 4 июля 1946 года Кёнигсберг был переименован в Калининград. 
У здания железнодорожного вокзала на Южной площади города, переименованной в площадь Калинина, в ознаменование пятой годовщины образования области 7 апреля 1951 года был установлен закладной камень в основание будущего памятника «всесоюзному старосте». Проектирование внушительного 10-метрового монумента было поручено скульптору Б. В. Едунову и архитектору А. В. Гуляеву. 
Статуя отлита из бронзы на заводе «Монументскульптура». На цилиндрическом постаменте, изготовленном из розового гранита на заводе художественного литья в Мытищах, высечен герб СССР и рельефы пятнадцати флагов союзных республик. Памятник расположен на центральном участке площади на возвышении, к которому ведут широкие ступени. М. И. Калинин со сложенным листом бумаги в левой руке представлен произносящим речь, которая слегка подчеркивается сдержанным жестом правой руки. Аналогичная, но менее масштабная статуя Калинина работы того же скульптора была установлена в Выборге в 1957 году.
Торжественное открытие памятника, состоявшееся 5 декабря 1959 года, было приурочено ко дню Конституции СССР, в разработке которой Калинин принимал активное участие. Изображения статуи стали широко тиражироваться, в том числе на почтовых конвертах. 
Постановлением Правительства Калининградской области от 23 марта 2007 года № 132 памятник Михаилу Ивановичу Калинину получил статус объекта культурного наследия регионального значения.